# Aeroportul Bergen
Aeroportul Bergen (în norvegiană Bergen Lufthavn, Flesland, codul IATA BGO, codul ICAO ENBR) este aeroportul internațional al orașului norvegian Bergen.
Este folosit atât civil, cât și militar (pentru forțele aeriene NATO și Luftforsvaret). Cu 6.113.452 de pasageri în 2017, aeroportul este al doilea ca mărime din Norvegia.

## Locație
Aeroportul Bergen este situat la 13 kilometri sud-vest de centrul orașului Bergen, în districtul Ytrebygda.
Este integrat în transportul public local prin linia de metrou Bergen (în norvegiană Bybanen i Bergen) și diverse linii de autobuz.

## Istoric
Aeroportul a devenit operațional în 1955. Pista, care avea atunci 2.440 m lungime, a fost construită cu fonduri NATO și creată în peisajul deluros folosind explozii masive de roci.
În 1988, la aeroport a fost pusă în funcțiune o nouă clădire terminal cu unsprezece pasarele de îmbarcare pentru pasageri. De atunci, vechiul terminal a fost folosit pentru a procesa pasagerii elicopterelor, în principal în traficul către platformele petroliere din Marea Nordului. Linia de metrou Bergen a fost extinsă până la aeroport în aprilie 2017. 
În august 2017, a fost pus în funcțiune un nou terminal, cu o capacitate de 10 milioane de pasageri. Din octombrie 2018, au fost posibile aterizări pe vreme rea în condiții CAT II.

## Destinații
Din Bergen sunt deservite atât destinații regionale, cât și internaționale. Cea mai importantă legătură este ruta Bergen-Oslo. În clasamentul celor mai frecvente rute din Europa, această rută s-a clasat pe locul al șaptelea în 2005, cu o medie de 54.471 de pasageri pe săptămână.